# Авадзі
Острів Авадзі або Аваджі (яп. 淡路島, あわじしま, авадзі-сіма) — найбільший острів Внутрішнього Японського моря. Розташований у його східній частині, між Харімським морем і Осацькою затокою, на південь від префектури Хьоґо. Четвертий серед малих островів Японського архіпелагу після Садо, Амамі-Осіми та Цусіми. Площа становить 592,25 км², населення — 151 391 мешканець. Адміністративно належить до міст Авадзі, Мінамі-Авадзі і Сумото префектури Хьоґо. Політичний, економічний і культурний центром знаходиться в Сумото. Сполучається із Сікоку мостом Онаруто (1985), а із Хонсю — великим мостом Акасі. Острів перетинає автодорожня магістраль «Кобе-Авадзі-Наруто», як сполучає Сікоку з Хонсю.

## Географія
Авадзі розташований у східній частині Внутрішнього Японського моря. Його оточують води Осацької затоки, Харімського моря та протоки Кії. Острів має видовжену форму: його протяжність з півночі на південь становить 40 км, а з заходу на схід — 20 км. Авадзі є сьомим за величиною островом Японського архіпелагу. Північний мис Мацухо виходить до протоки Акасі, яка сполучає острів із Хонсю.
З півночі до центральної частини острова тягнуться пагорби Цуна. Вони є продовженням гірської гряди Рокко на півдні префектури Хьоґо, що роз'єднана з островом протокою Акасі. Найвищою точкою пагорбів є гора Мьокен, вистою 522 м. На півдні острова, з заходу на схід, пролягають гори Юдзуруха. Вони є частиною гірської системи, що з'єднує регіон Кінкі та Сікоку. В центральній частині цих гір знаходиться найвища точка Авадзі — гора Юдзуруха, висотою 608 м. Між пагорбами Цуна й горами Юдзуруха розташована рівнина Авадзі, яка є центром сільського господарства острова.
Клімат Авадзі — вологий субтропічний. Середньорічна температура становить 16 °C, а кількість опадів — 1300 мм. Температура повітря взимку становить близько 5 °C.

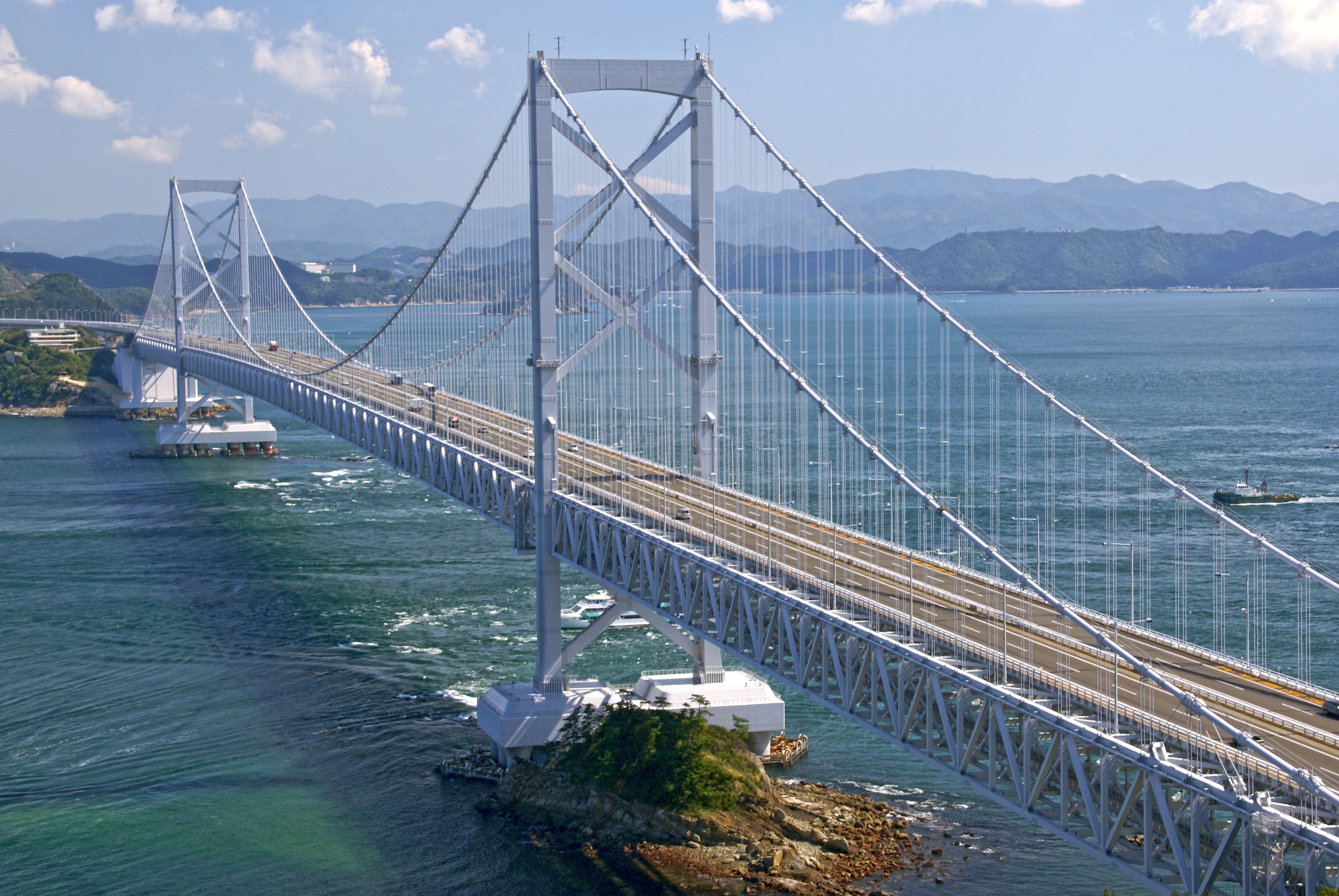
Міст Онаруто
Авадзі
Сумото
Мінамі-Авадзі

## Історія

Мон роду Хаті́сука

Згадки про Авадзі містяться у найстаріших японських хроніках — «Записах про справи старовини» (712) та «Анналах Японії» (720). За переказами Авадзі був першим із островів Японського архіпелагу, якого народили синтоїстські боги Ідзанаґі та Ідзанамі. Повним ім'ям новонародженого було Авадзі-но-хо-но-саваке, що з часом скоротилося до Авадзі. Це слово означало «дорога до Ави», тобто морський шлях зі столичного регіону Кінай до провінції Ава на острові Сікоку.
В давнину Авадзі населяли племена народу ама, пірнальників за перлинами і збирачів водоростей. З 4 століття вони були підданими молодої японської держави Ямато. В 7 столітті на їхньому острові була створена адміністративно-територіальна одиниця цієї держави — провінція Авадзі. Вона поділялася на два повіти Цуна та Міхара, і належала до Південноморського регіону. Перший повіт складався з 10 волостей, а другий — з семи. Центр провінції знаходився на території сучасного міста Мінамі-Авадзі.
У середньовіччі Авадзі поділявся на 23 приватних маєтки, якими вододіли аристократи Кіото та буддистські монастирі Нари. Протягом міжусобиць 14 — 16 століття острів переходив з рук у руки між самурайськими родами Хосокава, Мійосі, Ода і Тойотомі. Нарешті 1615 року, після встановлення в країні сьоґунату Токуґава, центральний уряд передав Авадзі роду Хатісука, володарям Токусіма-хану, за яким він залишався до середини 19 століття.
1871 року, в ході адміністративної реформи, Токусіма-хан поділили на префектуру Токусіма і префектуру Авадзі. Проте 1876 року остання була ліквідована, шляхом її інкорпорації до складу префектури Хьоґо.

## Економіка

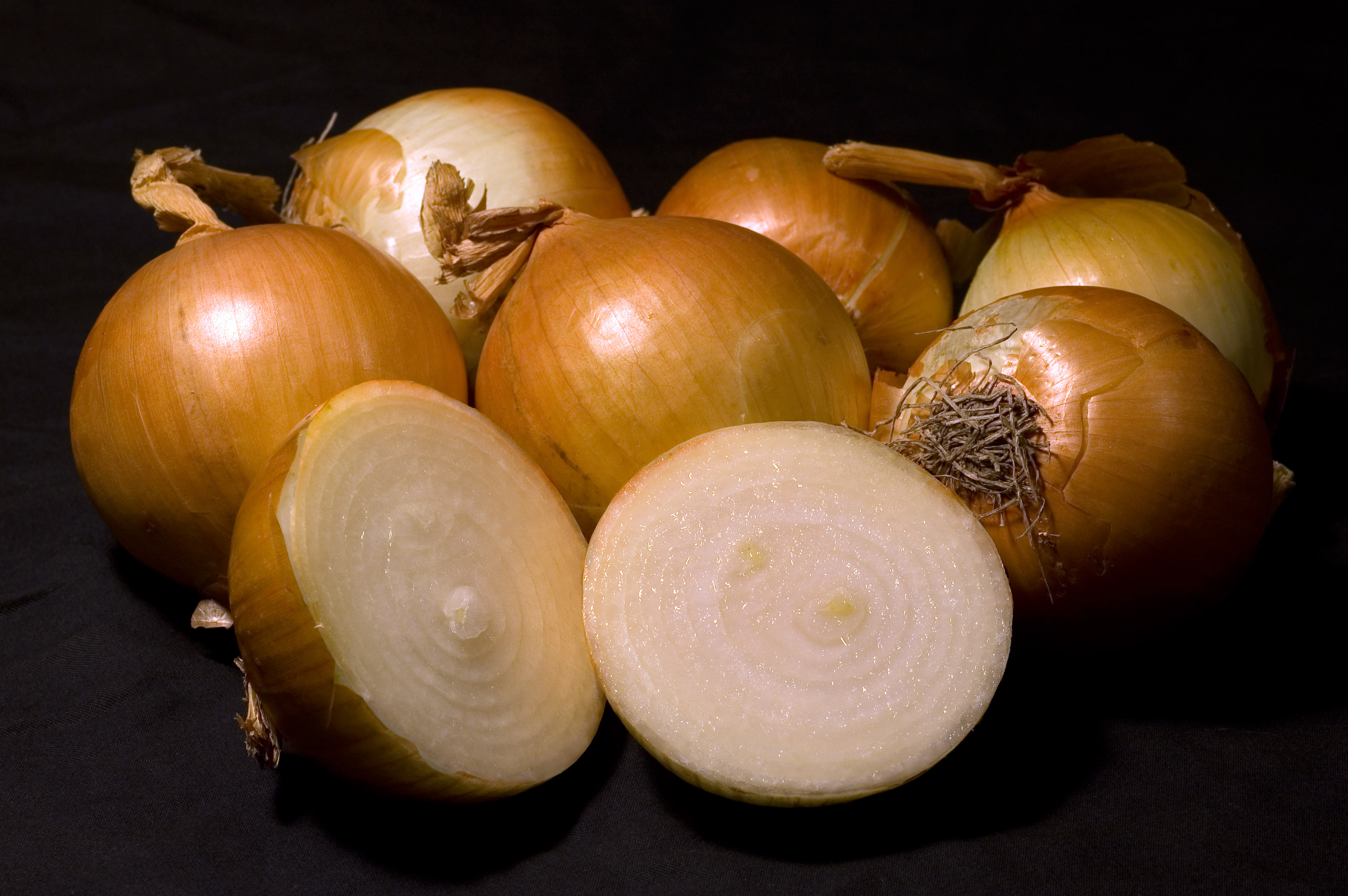
Цибуля — основний продукт Авадзі

Авадзі належить до економічного району Кіото, Осаки і Кобе. Основними галузями господарства острова є рисівництво, городництво, тваринництво і виробництво молочних продуктів. Він є найбільшим сільсько-господарським центром префектури Хьоґо.
Головна стаття експорту Авадзі на внутрішній японський ринок — цибуля. За зборами врожаїв цієї культури острів займає 2-е місце в Японії після Хоккайдо. 90 % відсотків цибулі префектури Хьоґо вирощують саме на Авадзі. Окрім цієї культури значну частину посів займають перець і полуниця,  а також цитрусові. Врожаї збирають тричі на рік за схемою: рис — капуста — цибуля.
На півночі острова займаються вирощуванням квітів, а на півдні — виготовленням молока. 40 % усіх молочних корів префектури Хьоґо зосереджені в Авадзі. У прибережних водах виловлюють рибу, криветок і молюсків, а також розводять водорості і рибу хаматі. 30% вилову префектури припадають на Авадзі.
Традиційними ремеслами Авадзі є виготовлення черепиці та запашних смол і паличок для храмів. Близько 70% усіх запашних смол і паличок Японії виготовляють на цьому острові.

## Культура

Театральна лялька з Авадзі

Авадзі був одним із центрів стародавньої японської культури Яйої (300 до Р.Х. — 300). На острові знайдено декілька десятків бронзових мечей і дзвонів, які були виготовлені носіями цієї культури. Частина артефактів занесені до списку національних історичних пам'яток Японії.
Понад 400 років Авадзі славиться в Японії як центр традиційного лялькового театрального мистецтва нінґьо-дзьорурі. Воно належить до нематеріальних культурних надбань Японії. Ляльки Авадзі використовуються у більшості театрів країни. В місті Мінамі-Авадзі знаходиться Музей, присвячений цим лялькам. Біля Святилища Сандзьо-Хатіман встановлена пам'ятна стела «Місце народження авадзійських ляльок».
Авадзі також відомий своїми пейзажами — білосніжними пляжами із сосновими дібровами. Одна з них, соснова діброва Кейно, офіційно затверджена японським урядом як національна пам'ятка природи. Острівні краєвиди оспівували у віршах багато японських митців і письменників. Серед них — Какі но Утамаро, один із авторів найдавнішої японської поетичної антології «Манйосю» (759).
Авадзі постраждав від великого землетрусу в Кобе 1995 року. Проте уряд країни, а також адміністрації префектури Хьоґо та міст острова вчасно провели відновлювальні роботи. В рамках рекреації Авадзі в 2000 році була проведена Всеяпонська виставка квітів, а під час Чемпіонату світу з футболу 2002 року, що проводився в Японії та Кореї, на острові знаходилася тренувальна база англійської національної збірної.